# Charles Sweeney
Charles W. Sweeney (27 de diciembre de 1919 - 16 de julio de 2004) fue un oficial de la Fuerzas Aéreas del Ejército de los Estados Unidos durante la Segunda Guerra Mundial. Pilotó el avión bombardero Bockscar llevando la bomba atómica Fat Man, detonada en la ciudad japonesa de Nagasaki el 9 de agosto de 1945.

## Biografía
Tras su participación en la Segunda Guerra Mundial y ya fuera de servicio, pasó a ser oficial de la Guardia Aérea Nacional de Massachusetts (Massachusetts Air National Guard) y alcanzó el grado de general de división.
Sweeney murió a la edad de 84 años en el Massachusetts General Hospital en Boston por complicaciones en los pulmones a causa de una enfermedad congénita del corazón.